# Planta herbàcia

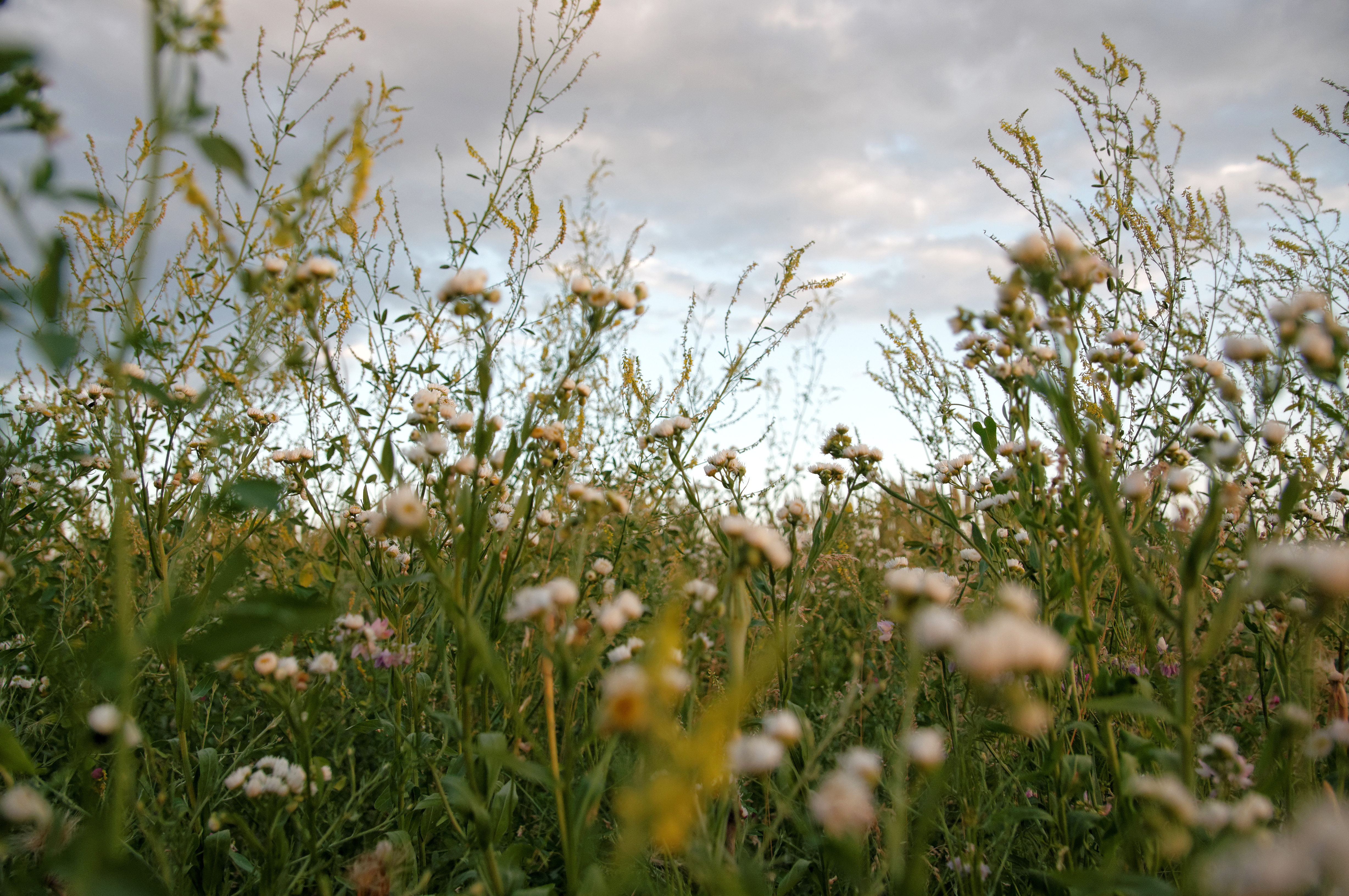
Herbes (gramínies, lleguminoses, etc.)

Una herba o planta herbàcia és qualsevol planta que té fulles, tiges i flors que desapareixen al final de la temporada de creixement fins al nivell del sòl. Les herbes no tenen tiges llenyoses persistents sobre la terra. Les plantes herbàcies poden ser anuals, biennals o perennes. En un sentit ampli herba, és tota planta anual o vivaç, no llenyosa, que forma part de les angiospermes (monocotiledònies o dicotiledònies), de color verd; també designa les gramínies o poàcies i les seves famílies veïnes com la dels joncs i les ciperàcies. La paraula herba no té un valor taxonòmic definit, però en certes classificacions després de la de Teofrast s'oposen les herbes als vegetals llenyosos.
Malgrat tenir la mateixa etimologia la paraula usada en anglès herb (planta aromàtica i/o medicinal) no coincideix plenament amb el significat d'herba en català. D'altra banda, es troba herba en un gran nombre de paraules compostes: per exemple herba queixalera, herba de les set sagnies. n francès el tabac se'n deia històricament «herbe de la reine» o «herbe de l'ambassadeur». Herba també designa la droga obtinguda del Cannabis. En àrab també haixix vol dir herba.
Les herbes veritables no posseeixen una tija lignificada per sobre del sòl, però, en sentit ampli, la paraula herba forma part del nom comú de certs tipus de plantes menudes que creixen als herbassars, conjunts vegetals que sovint inclouen plantes que poden estar lignificades. Les plantes herbàcies anuals moren completament al final de la temporada de creixement o quan han florit i fructificat i aleshores tornen a desenvolupar-se a partir de les llavors.
Les plantes herbàcies perennes i les plantes herbàcies biennals tenen tiges que desapareixen al final de l'estació de creixement, però hi ha parts de la planta que sobreviuen sota o prop del sòl de temporada a temporada (per les plantes biennals, fins a la pròxima estació de creixement, quan floriran i moriran). El nou creixement es desenvolupa de teixits vius que romanen sobre o sota la terra que inclou les arrels, i el càudex (un tros gruixut de tija al nivell del sòl) o diversos tipus de tiges subterrànies com els bulbs, corms, estolons, rizomes i tubercles. Entre les plantes biennals es troba la pastanaga, la xirivia i l'enciam; les plantes herbàcies perennes inclouen la peònia, menta, la majoria de les falgueres i de les poàcies. Com a contrast, hi ha espècies no herbàcies perennes com les plantes llenyoses amb tiges per sobre la terra que romanen vives durant l'estació de repòs i fan créixer brots per l'any següent inclouen els arbres, arbusts i plantes enfiladisses.
Algunes plantes herbàcies de creixement relativament ràpid (especialment anuals) són espècies pioneres, o de successió primerenca. Altres formen la vegetació principal de molts hàbitats estables, apareixen per exemple a la capa del costat del sòl dels boscs, o en hàbitats naturalment oberts com els prats, marjals o deserts.
Algunes plantes herbàcies, anomenades megafòrbies (etimològicament del grec megas, ‘gran’ i forbia, ‘pastura’) assoleixen grans dimensions, específicament a les que, presentant aquestes característiques, són pròpies de les muntanyes eurasiàtiques. Són herbes ufanoses, amb alçada sovint més d'un metre, grans inflorescències i fullatge exuberant. Les formacions en les quals predominen s'anomenen comunitats megafòrbiques, exigents en les condicions de l'atmosfera i del sòl, però relativament independents del clima. Present en diferents altituds, si bé les més riques i freqüents són subalpines. Assoleixen el desenvolupament òptim a primers de juliol. L'ecologia d'aquestes comunitats es pot sintetitzar en exigència d'ambients ombrívols i humits amb sòls fèrtils, neutres o poc àcids, amb molt d'humus.

## Herbes i dinosaures
Durant molt de temps es va pensar que les herbes havien aparegut després de l'extinció dels dinosaures, però s'ha descobert que en el Cretaci, fa uns 100 milions d'anys, ja hi havia una gran diversificació d'espècies herbàcies. Analitzant el contingut del fem fossilitzat de titanosaures sauròpodes s'han trobat restes de fitòlits provinents d'herbàcies i que les herbes formaven una part (petita) de la dieta dels dinosaures. També s'ha vist que els sauròpodes de coll molt llarg no passaven tot el dia brostejant dalt dels arbres sinó que acotaven el cap per menjar herba.

## Oposició d'herba amb arbre
L'herba s'oposa fàcilment a l'arbre, segons dos criteris:
- un criteri de consistència i de biologia, és una planta tova no lignificada. Per això el bananer, encara que arriba a una alçada d'uns quants metres és una «herba» gegant que cada any torna a sortir fent brots; es talla el pseudotronc per fer la collita de bananes cada any;
- un criteri de mida: hi ha la tendència a associar els subarbusts com la farigola amb les herbes (les fines herbes) i els brucs que formen la landa amb altres herbes.

També, malgrat les aparences, els cocoters o palmeres (de la família Arecaceae), són també herbes gegants i no pas arbres, des del punt de vista estrictament botànic.

## Classificació de Raunkjaer
Segons la classificació de Raunkjaer (classificació dels tipus biològics), les herbes corresponen essencialment als:
- teròfits, plantes que desapareixen durant l'estació desfavorable i sobreviuen com llavors; són les plantes anuals. Durant l'època desfavorable no conserven òrgans vegetatius, sinó únicament gèrmens (granes) en estat de repòs. Freqüents als deserts subtropicals i a les regions de clima mediterrani. També presents com a plantes ruderals, dels camins i en els camps.[8]
- Hemicriptòfits, herbes vivaces en les quals les gemmes perdurants queden arran de la superfície durant l'època desfavorable. Tot i que no hi ha tiges aèries vives poden quedar fulles verdes. En el grup dels hemicriptòfits hi ha una gran part de les plantes herbàcies de les zones amb hivern fred, a l'època estival són plantes amb unes tiges d'alçades diverses i en arribar l'hivern aquestes tiges s'assequen i només queden els òrgans situats arran de terra, protegits en part pel fullatge o per la neu.[8]

## En les formacions vegetals
L'herba és la base de formacions vegetals que ocupen molt territori a la Terra:
- herbes altes: sabana tropical i subtropical;

- herbes baixes: 

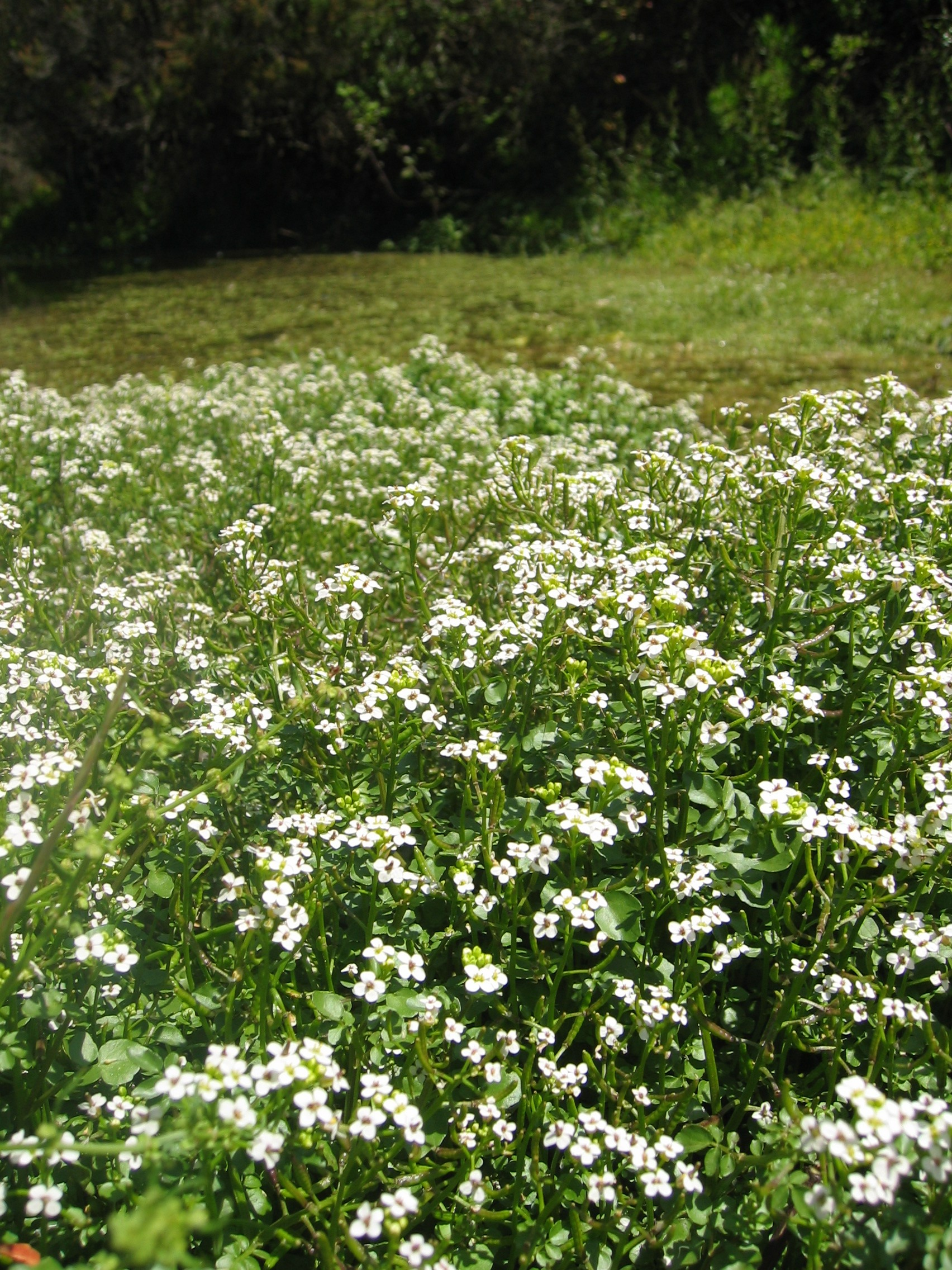
Prat de Rorippa nasturtium-aquaticum

  - Praderia natural: Gran Praderia de l'oest americà, Les Pampes de l'Argentina, veld d'Àfrica del Sud ;
  - estepa eurasiàtica
  - prats permanents i artificials de zones temperades;
  - camps de cereals cultivats;
- herbes rases: 
  - tundra de les zones subàrtiques;
  - Prats alpins de les muntanyes (Alps Pirineus…)
  - gespa urbana